# 共栄
| ウィキペディアには「共栄」という見出しの百科事典記事はありません（タイトルに「共栄」を含むページの一覧/「共栄」で始まるページの一覧）。 代わりにウィクショナリーのページ「共栄」が役に立つかもしれません。 |